# Mansen

Die Mansen leben hauptsächlich im Autonomen Kreis der Chanten und Mansen im Westen Sibiriens

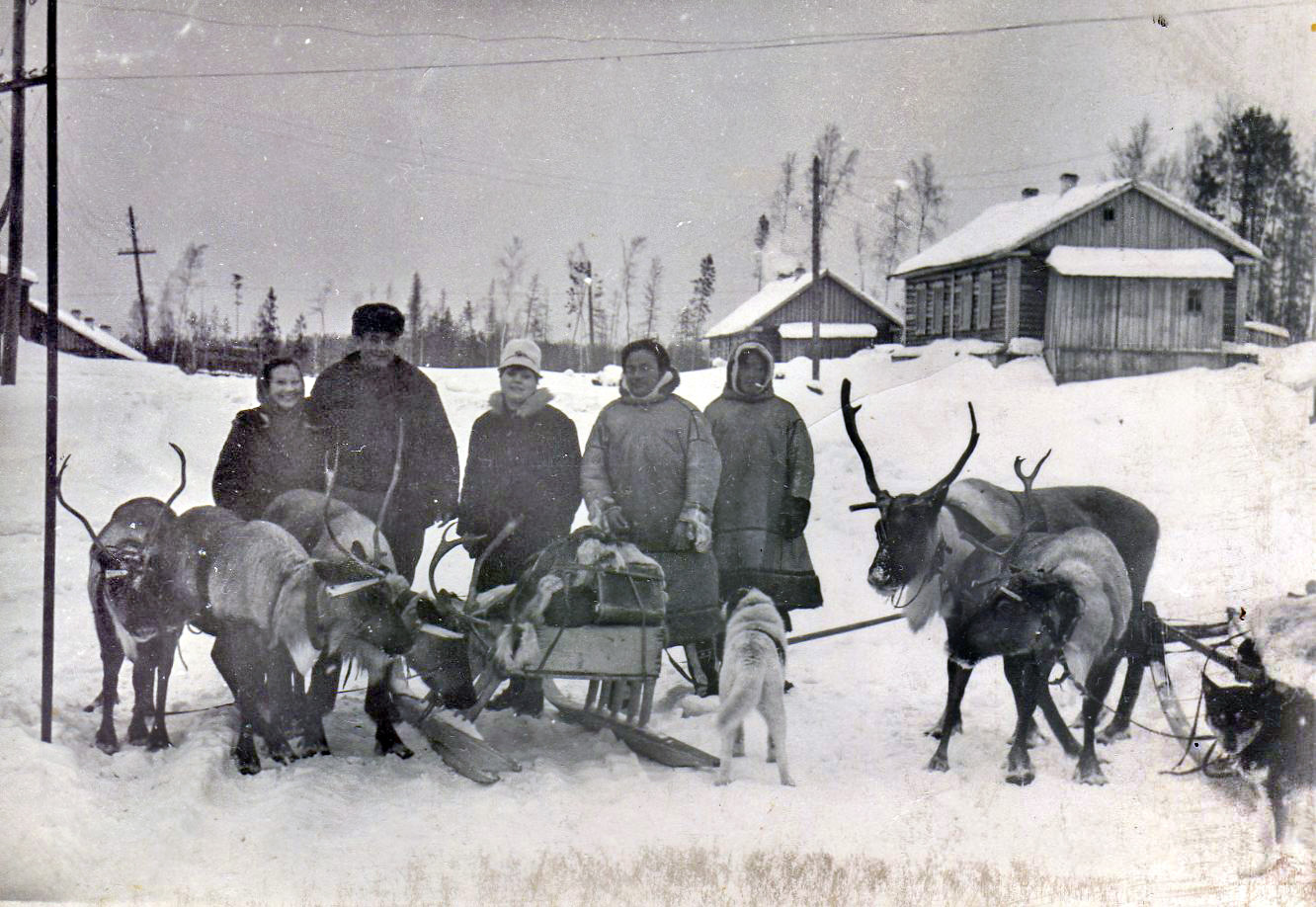
Auf dem Bild sind links drei Russen, rechts zwei Mansen

Die Mansen (historische Bezeichnung „Wogulen“, Eigenbezeichnung Mansi, russisch Ма́нси, indekl.) sind ein nordöstlich des Ural ansässiges finno-ugrisches Volk. Viele der über 12.000 Personen betreiben traditionell Jagd und Fischfang. Rentierzucht ist nur noch wenig verbreitet. Die mansische Sprache gehört zu den besonders stark bedrohten Idiomen Sibiriens, einige ihrer Dialekte sind bereits erloschen. 
Gemeinsam mit den ebenfalls ugrischsprachigen Chanten leben die Mansen im Autonomen Kreis der Chanten und Mansen in der historischen Region Jugorien, wobei ihre traditionellen Lebensweisen durch die rasante Industrialisierung dieser Gebiete bereits stark zurückgedrängt wurden. Politisch organisiert sind die Mansen gemeinsam mit anderen indigenen Völkern der Region in der Vereinigung zur Rettung der Jugra mit Sitz in Chanty-Mansijsk. 
Die Mansi gehören zu den zahlenmäßig kleinen indigenen Völkern des Nordens, Sibiriens und des Fernen Ostens der Russischen Föderation, die durch die Vereinigung RAIPON vertreten werden.

## Bevölkerungszahlen
|                                        | Gesamt | Männer | Frauen |
| -------------------------------------- | ------ | ------ | ------ |
| Gesamt                                 | 12269  | 5590   | 6679   |
| Autonomer Kreis der Chanten und Mansen | 10977  | 5027   | 5950   |
| Oblast Tjumen                          | 471    | 192    | 279    |
| Oblast Swerdlowsk                      | 251    | 127    | 124    |
| Autonomer Kreis der Jamal-Nenzen       | 166    | 64     | 102    |
| Republik Komi                          | 8      | 4      | 4      |

## Religion
Der sogenannte „klassische Schamanismus“ war die ethnische Religion der Mansen. Der Ethnologe Klaus E. Müller spricht hier von „Komplexschamanismus“ und meint damit jene Formen, die durch Berührungen mit anderen Religionen und benachbarten Agrargesellschaften eine komplexe Ritualkultur entwickelt haben. Bei den Mansen gab es verschiedene spirituelle Spezialisten, die für ihre Rituale Schamanentrommeln, andere Musikinstrumente oder Giftpilze verwendeten. 
Obwohl die Mansen im 18. Jahrhundert formell zum Christentum bekehrt wurden, blieb der Schamanismus ihre traditionelle Religion. Die Christianisierung hat bei vielen abgelegenen Völkern Sibiriens nur oberflächlich stattgefunden, so dass synkretistische Mischreligionen heute häufig sind. Bei den Mansen finden sich zumindest noch vorchristliche Elemente im orthodoxen Glauben.

## Persönlichkeiten
Ein vergleichsweise bekannter Vertreter der Mansi war der am 5. November 2011 verstorbene Schriftsteller Juwan Schestalow. Bis zur Perestroika gehörte Schestalow (ähnlich wie der deutlich bekanntere Tschuktsche Juri Rytchëu) zu den sowjettreuen Vertretern der „Nationalliteraturen“ der indigenen Völker des Nordens, die seit den 20er Jahren geschaffen worden waren, um die aufklärerische und fortschrittsbringende Wirkung der Sowjetunion zu demonstrieren. Mit dem Zusammenbruch des Kommunismus vollzog er eine scharfe Wendung hin zum Schamanismus und vertrat die These, die Mansen seien Nachkommen der antiken Sumerer, eine Überzeugung, die allerdings niemand mit ihm teilte.